# Entei
Entei és una de les espècies que apareixen a la franquícia Pokémon. És de tipus foc. Dissenyat per Ken Sugimori, va aparèixer per primera vegada en els videojocs Pokémon Gold i Pokémon Silver, així com les seves seqüeles. També ha aparegut a diversos tipus de marxandatge, spin-offs, adaptacions animades i adaptacions impreses.
Entei, conegut com a Pokémon volcà, va néixer durant l'erupció d'un volcà. Es tracta d'una de les tres «bèsties llegendàries» que surten a Pokémon Gold, Pokémon Silver i Pokémon Crystal. És un dels protagonistes de Pokémon 3: The Movie, tot i que en realitat hi apareix com una il·lusió creada per Unown. També surt a Pokémon: Zoroark: Master of Illusions. Des del seu debut a la sèrie de Pokémon, Entei ha rebut crítiques tant positives com negatives.